# Crotalus catalinensis
La serp de cascavell de Santa Catalina (Crotalus catalinensis) és una serp verinosa del gènere Crotalus endèmica de l'Illa Catalana (Mèxic). Actualment no es reconeixen subespècies d'aquest cròtal. És una espècie relativament petita i prima, la seva característica més distintiva és que el seu cascavell no té so.

## Característiques
Aquesta espècie és relativament prima i retardada en el creixement, creixent fins a un màxim de 73,1 cm de longitud.
El tret més distintiu d'aquesta espècie de serp de cascavell és que no té so en absolut. La base de la cua, coneguda com el cascavell, ha degenerat fins al punt que el sonall (format per un únic segment corni) es desprèn en els canvis de pell completament en comptes de formar un nou segment, igual que en altres espècies de serps de cascavell. Un sol segment no pot sonar. D'aquí que alguns anomenin aquesta serp cròtal silenciós. Es creu que això és una adaptació localitzada per caçar ocells.
Hi ha dues variacions de color diferent. La variant predominant té una base de color crema clar, amb taques marronoses a l'esquena, i les bandes en blanc i negre al voltant de la cua. L'altra variant té una molt més lleugera, de color gris, amb taques gris fosc. La banda al voltant de la cua està encara present.